# Gondoliere

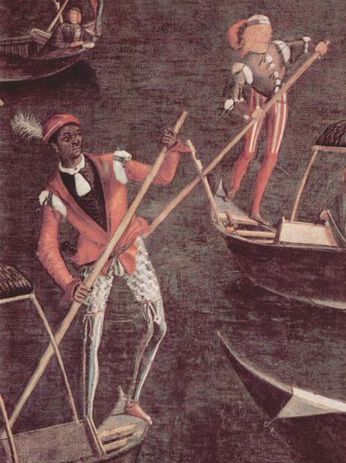
Gondolieri des 15. Jahrhunderts in zeitgenössischer Darstellung

Ein Gondoliere (Plural: Gondolieri) ist der Führer einer venezianischen Gondel.

## Fahren der Gondola
Der Gondoliere steht am Heckschnabel der Gondola und bewegt diese mit einem einzigen, steuerbordseitigen Ruder, dem Remo. Dieses ist in einer Holzgabel, der Forcula, gelagert. Darüber hinaus verwendet er zum Manövrieren Hausmauern und andere, entgegenkommende Boote, von denen er sich mit dem Bein abstößt. So ist der Gondoliere nicht nur in der Lage, die Gondola sowohl vorwärts als auch rückwärts zu bewegen – um einige sehr niedrige Brücken über die venezianischen Kanäle zu passieren, nutzt der Gondoliere zusätzlich das Mittel der Gewichtsverlagerung, um die Gondel auf Schlagseite zu legen.

## Rahmenbedingungen
Bis ins 19. Jahrhundert hatten Haushalte in Venedig eigene Gondeln mit Gondolieri, die zum Dienstpersonal gehörten. Es gab aber auch immer Gondolieri, die Eigner oder Miteigner der Gondola waren. Mit dem zunehmenden Massentourismus seit Mitte des 19. Jahrhunderts, der wesentlich durch die Erfindung der Eisenbahn bewirkt wurde, kommerzialisierte sich auch der Gondeldienst, der wachsende Einnahmen bringt, die aber auch ausfielen, wenn der Tourismus einbrach (Erster und Zweiter Weltkrieg, Wirtschaftskrisen). Es gibt Gerüchte, dass die Einnahmen einer Gondola in der Saison (von April bis Oktober) bei ca. 500 € am Tag, also 15.000 € im Monat lägen. Wirklich belegt ist das nicht.
Am 12. Juli 1868 war eine Gesellschaft der Gondolieri, die Società di Muto Soccorso, gegründet worden, die 1883 zur Cooperativa Vittorio Fasan wurde und ab 1943 nach Daniele Manin benannt war. 1997 wurde sie zu einer Genossenschaft umgestaltet. Der Betrieb der Gondeln ist inzwischen in Venedig durch genaue Vorgaben und Lizenzierung reglementiert. Die Lizenzen sind in der Anzahl limitiert und sehr begehrt. Eine Lizenz könne man nur erlangen, wenn ein Gondoliere in den Ruhestand geht oder seine Lizenz abgibt. Früher seien die Lizenzen nur vererbt worden, wird behauptet.
Tatsache ist, dass eine staatliche Prüfung als Voraussetzung zur Erteilung einer Lizenz als kommerzieller Gondelführer erst im Jahre 2006 eingeführt wurde. Für die Führung einer Privatgondel (z. B. hoteleigene) bedarf es, wie für die Führung aller Boote in Venedig, insofern sie nicht geschäftlich genutzt werden, keiner Lizenz.

## Gondoliera
2010 brach erstmals eine Frau in die traditionelle Männerdomäne ein: Giorgia Boscolo, Tochter eines Gondoliere, die sich nach bestandener Prüfung offiziell als Gondoliera in die Männerriege einreihen durfte. Ihre deutsch-amerikanische Kollegin Alexandra Hai, die zuvor schon in einigen Medien fälschlich als erste Gondoliera bezeichnet worden war, bestand die Prüfung trotz mehrerer Anläufe nie, weshalb sie – nicht in offizieller Mission – auch nur die Gäste einer kleinen Hotelkette befördern konnte. 2017 wurde bekannt, dass sie sich einer Geschlechtsangleichung unterzogen hatte: Aus Alexandra wurde Alex, ein Mann.
Die einzige deutsche Gondoliera ist Ina Mierig, die ihre Gondel auf den Kanälen Hamburgs fährt.

## Siehe auch

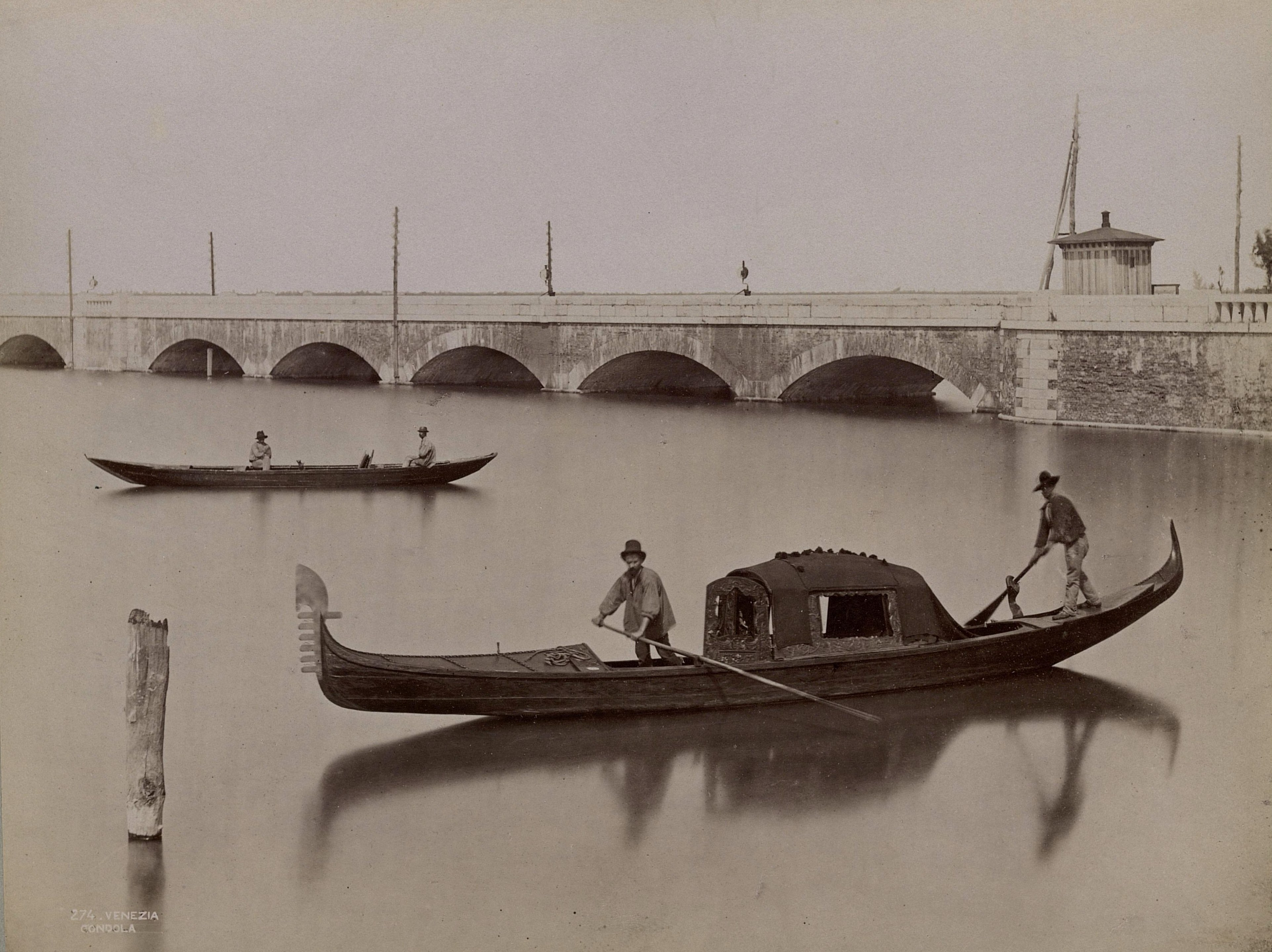
Gondoliere mit Vorschoter im 19. Jahrhundert, Carlo Naya
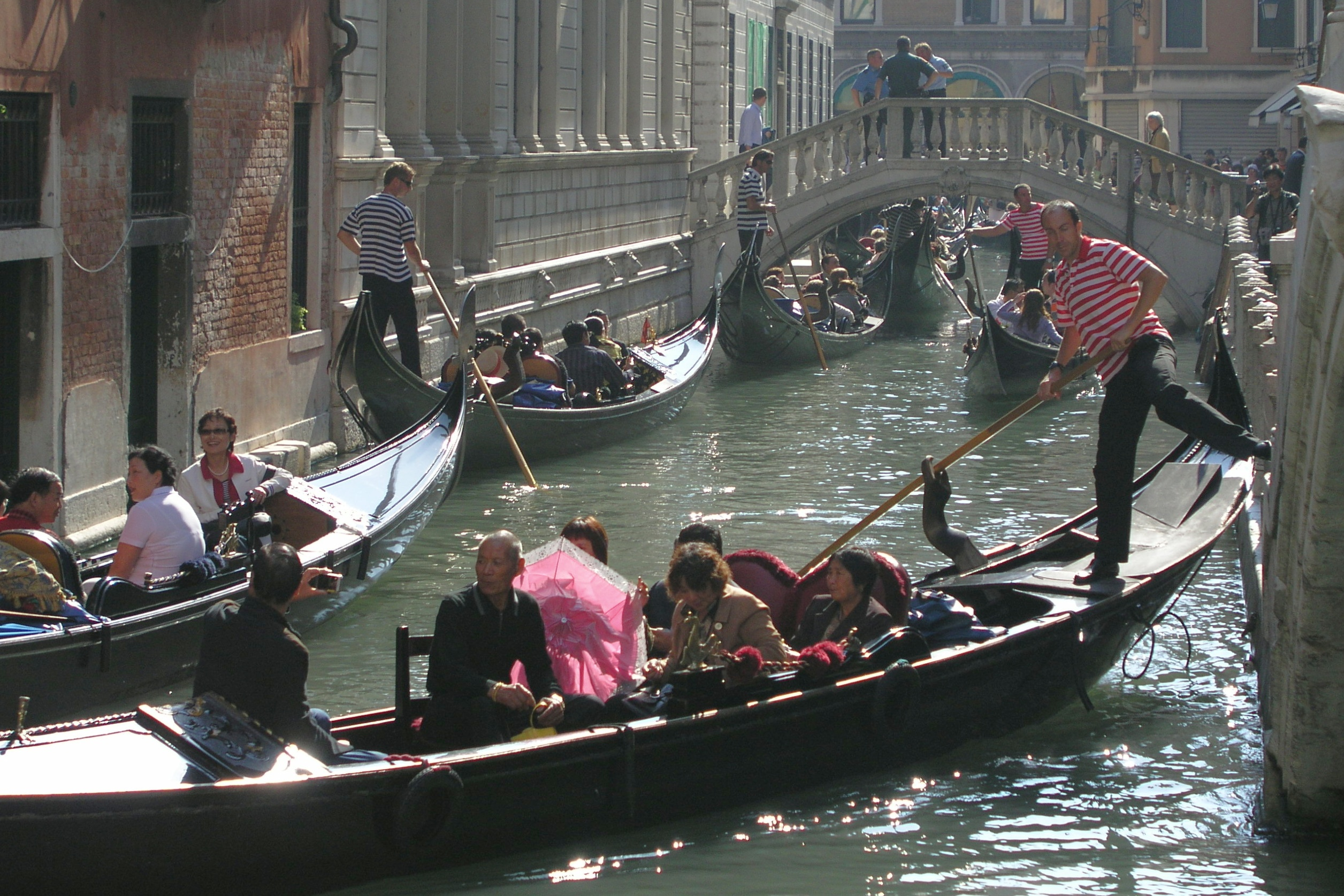
Heavy traffic – Gondolieri bei der Arbeit heute
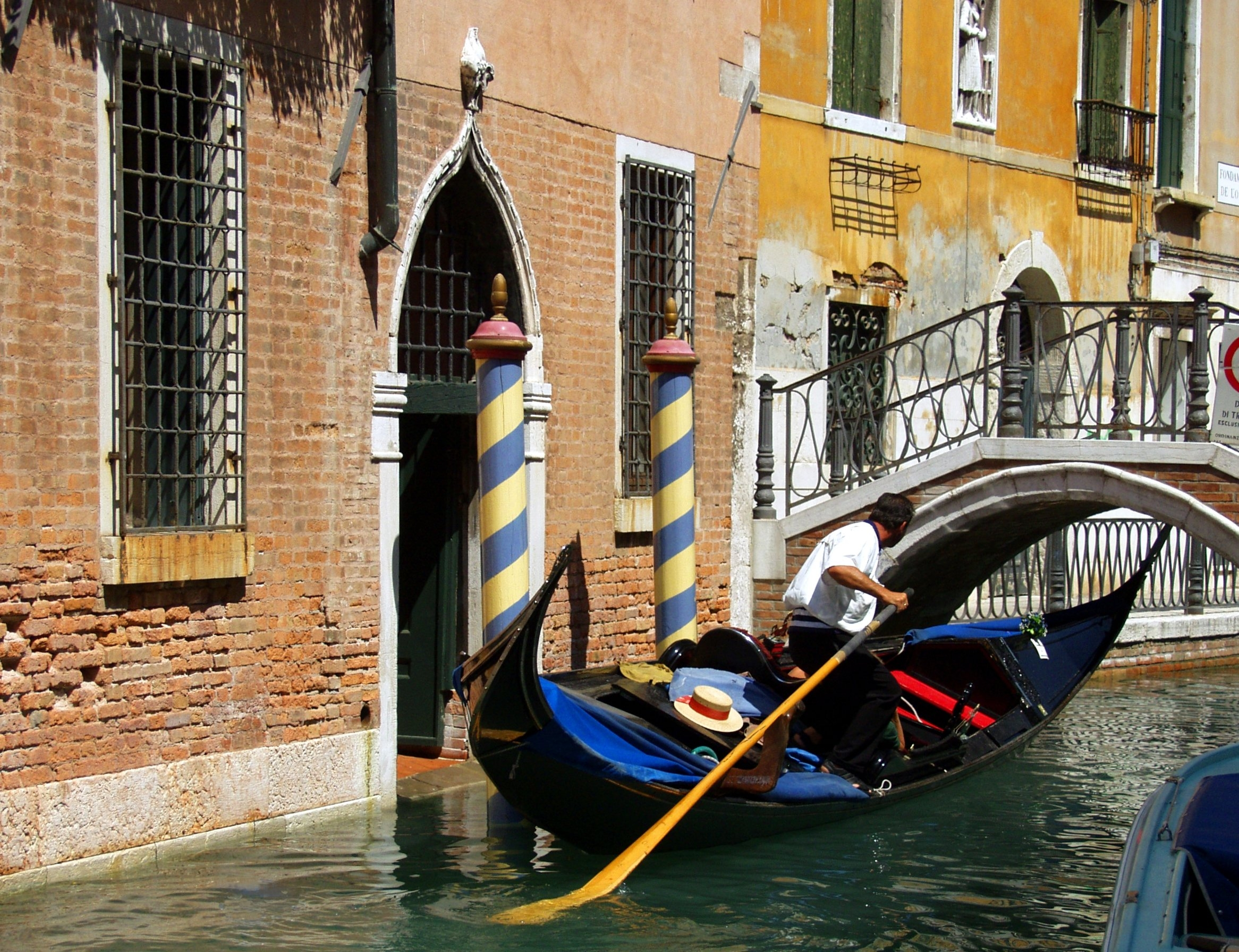
Typisches Brückenmanöver
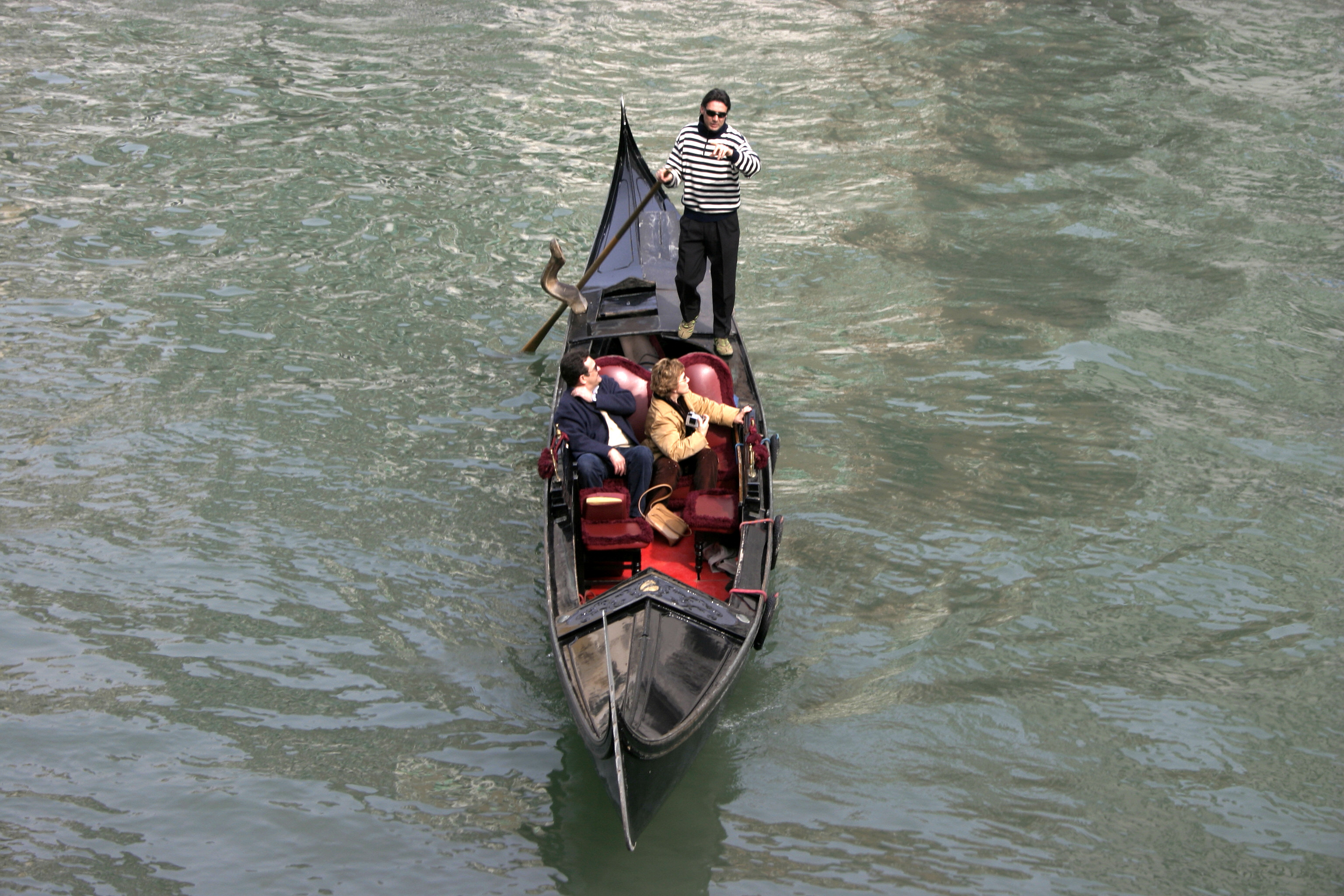
Der Gondoliere als Fremdenführer